# Mesochorus elegans
Mesochorus elegans är en stekelart som beskrevs av Dasch 1974. Mesochorus elegans ingår i släktet Mesochorus och familjen brokparasitsteklar. Inga underarter finns listade i Catalogue of Life.